# Quadruple play
Quadruple play (с англ. — «четверная игра») — маркетинговый телекоммуникационный термин, описывающий модель, когда пользователям кабельной сети широкополосного доступа предоставляется одновременно четыре сервиса — высокоскоростной доступ в Интернет, кабельное телевидение, стационарная и мобильная телефонная связь. Quadruple play является развитием Triple Play.

## Примеры реализации
В Великобритании слияние компаний NTL и Virgin Mobile в Virgin Media, позволило предложить пользователям «quadruple play»-сервисы (кабельное телевидение, широкополосный интернет, фиксированную и мобильную связь).